# Егоров, Владимир Константинович
Влади́мир Константи́нович Его́ров (род. 30 октября 1947, Канаш, Чувашская АССР, СССР) — советский и российский государственный деятель, работник системы образования. Кандидат исторических наук, доктор философских наук, профессор. Почётный доктор Института социологии РАН. Член Высшей аттестационной комиссии Министерства образования России с марта 2008. Заведующий кафедрой ЮНЕСКО Института государственной службы РАНХиГС.

## Биография
Окончил историко-филологический факультет Казанского государственного университета имени В. И. Ульянова-Ленина по специальности «историк» в 1971, где преподавал в 1971—1974.
В 1974 году там же защитил диссертацию на соискание учёной степени кандидата исторических наук по теме «Борьба большевистской партии за союз рабочего класса и крестьянства в период подготовки и свершения Великой Октябрьской социалистической революции (советская историография 1917 — первой половины 30-х гг.)» (специальность 07.00.01 — История Коммунистической партии Советского Союза).
В 1974—1985 годах — работает в лекторской группе ЦК ВЛКСМ, завотделом пропаганды ЦК ВЛКСМ. В 1979—1980 годах — заместитель главного редактора печатного органа ЦК ВЛКСМ — журнала «Молодой коммунист».
В 1985—1987 годах — ректор Литературного института им. А. М. Горького.
В 1988 году в Академии общественных наук при ЦК КПСС защитил диссертацию на соискание учёной степени доктора философских наук по теме «Преемственность поколений в условиях социализма: проблемы теории и практики» (специальность 09.00.02 — научный коммунизм).
В 1987—1990 годах — заместитель заведующего отделом культуры ЦК КПСС, в 1990—1991 годах — референт Генерального секретаря ЦК КПСС, помощник Президента СССР.
В 1990—1991 годах — референт Генерального секретаря ЦК КПСС, помощник Президента СССР по вопросам культуры и религии.
В 1992—1996 годах — главный научный сотрудник Аналитического центра по научной и промышленной политике Государственного комитета по науке и технологиям Министерства промышленности РФ, также вёл преподавательскую деятельность в должности профессора Российской академии государственной службы при Президенте РФ (РАГС).
В 1996—1998 годах — директор Российской государственной библиотеки. По мнению газеты «Коммерсант», главное, чем стал заметен на этом посту — проведением еженедельных семинаров по выработке «библиотечной доктрины России, в которых участвовали Станислав Говорухин и Вадим Кожинов».
В сентябре 1998 — феврале 2000 года — министр культуры РФ.
В 2000—2010 годах — президент-ректор РАГС.

## Награждён
- Заслуженный деятель науки Российской Федерации (2004).
- ордена «За заслуги перед Отечеством» III (2020) и IV (2007) степени, «Знак Почёта», «Дружбы народов», «Трудового Красного Знамени», медалями.
- Медаль «50 лет Целине» (Казахстан, 18 декабря 2004)[6]

## Научные труды
Книги
- История в нашей жизни. — М.: Наука, 1990. — 192 с. — 20 000 экз. — ISBN 5-02-008584-7.
- Звезда бледнеет. История СССР (1917—1991 гг.). М., 1991.
- Интеллигенция и власть. М., 1993 (в соавт.).
- Философия русской культуры. — М.: Изд-во РАГС, 2006. — 550 с. ISBN 5-7729-0212-1
- Философия культуры России: контуры и проблемы / В. К. Егоров; Рос. акад. гос. службы при Президенте Рос. Федерации. — М.: Изд-во РАГС, 2002. — 655 с. ISBN 5-7729-0095-1